# Minotauria
Minotauria là một chi nhện trong họ Dysderidae.